# Pallacanestro Olimpia Milano 1983-1984
Questa voce raccoglie le informazioni riguardanti la Pallacanestro Olimpia Milano nelle competizioni ufficiali della stagione 1983-1984.

## Verdetti stagionali
Competizioni nazionali
- Serie A1 1983-1984:

regular season 1ª classificata su 16 squadre (25 partite vinte su 30)
play off: sconfitta in finale da Granarolo Bologna (1-2)
- Coppa Italia 1984: sconfitta in semifinale dall'Indesit Caserta[1]

Competizioni europee
- Coppa delle Coppe 1983-84: sconfitta in finale dal Real Madrid

## Stagione
L'Olimpia Milano 1983-1984, sponsorizzata Simac e guidata da Dan Peterson, ha preso parte al campionato di serie A1 arrivando prima al termine della regular season. Nei play-off supera nei quarti per due partite a zero l'Indesit Caserta, in semifinale sempre per due a zero la Jollycolombani di Cantù. Alla loro terza finale consecutiva i milanesi affrontano la Granarolo Bologna; nei primi due incontri salta il fattore campo: Bologna vince a Milano ma si fa battere in casa, si arriva alla terza e decisiva partita a Milano il 27 maggio 1984 in cui il Billy non può schierare Meneghin squalificato. Bologna riesce a vincere 77 a 74 aggiudicandosi il suo decimo scudetto.
In Coppa Italia la sua partecipazione si è interrotta in semifinale, eliminata dall'Indesit Caserta.
Il Billy ha partecipato anche alla Coppa delle Coppe: negli ottavi supera gli svizzeri del Vevey Riviera, vince il girone di quarti di finale davanti a Cibona Zagabria, ai tedeschi del Saturn Colonia e agli inglesi del Solent Stars. In semifinale affronta la Scavolini Pesaro detentrice del trofeo eliminandola e giungendo così alla finale persa a Ostenda il 14 marzo 1984 con il Real Madrid per un punto 82 a 81.

.

## Organigramma societario
Area tecnica
- Allenatore:  Dan Peterson

## Roster
| Nominativo          | Nazionalità |
| ------------------- | ----------- |
| Marco Baldi         | Italia      |
| Earl Cureton        | Stati Uniti |
| Renzo Bariviera     | Italia      |
| Franco Boselli      | Italia      |
| Mike D'Antoni       | Stati Uniti |
| Tullio De Piccoli   | Italia      |
| Pierpaolo Del Buono | Italia      |
| Vittorio Gallinari  | Italia      |
| Marco Lamperti      | Italia      |
| Dino Meneghin       | Italia      |
| Roberto Premier     | Italia      |
| Ezio Riva           | Italia      |
| Vincenzo Sciacca    | Italia      |
| Andrea Blasi        | Italia      |
| Mario Pettorossi    | Italia      |
| Italo Pignolo       | Italia      |
| Antoine Carr        | Stati Uniti |